# Hồng Trung Hoa
Hồng Trung Hoa, hồng Trung Quốc, hường Trung Quốc, tường vi Trung Hoa, nguyệt quý hoa (danh pháp hai phần: Rosa chinensis) là một loại cây có hoa thuộc chi Hoa hồng, loài bản địa của một số tỉnh miền Trung Trung Quốc như Quý Châu, Hồ Bắc và Tứ Xuyên.

## Miêu tả
Rosa chinensis là cây bụi, cao 1–2 m. Lá có hình lông chim, với 3-5 lá chét, mỗi lá chét dài 2,5–6 cm và rộng 1–3 cm. Hoa hồng mọc dại có 5 cánh màu hồng hoặc đỏ. Quả có đường kính 1–2 cm.

## Sử dụng

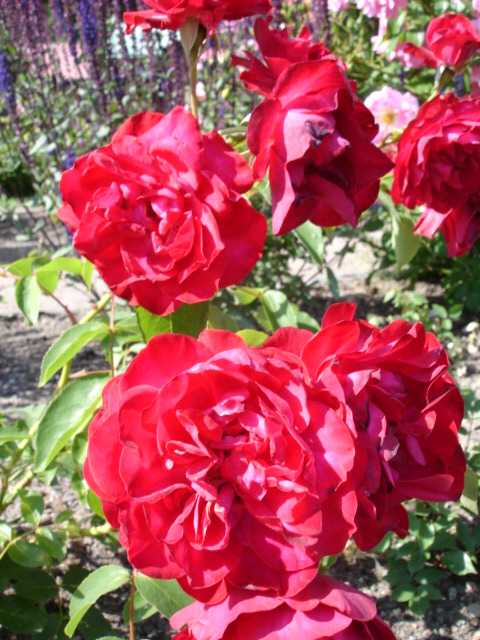
Hình ảnh hoa

Tại Việt Nam và Trung Quốc, hoa hồng được trồng làm cảnh, cánh hoa có thể dùng chế nước hoa hoặc làm thuốc.

## Liên kết ngoài

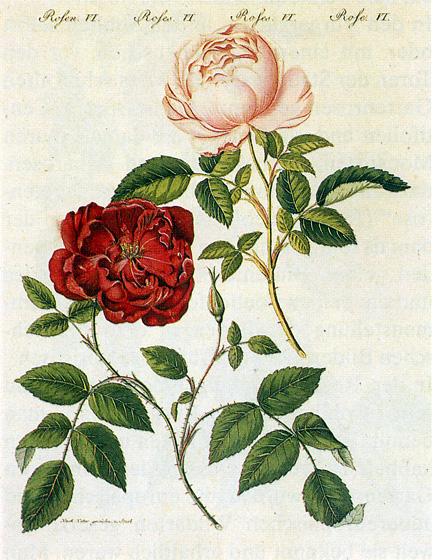
Tranh vẽ hai giống hoa hồng vào thế kỉ 18
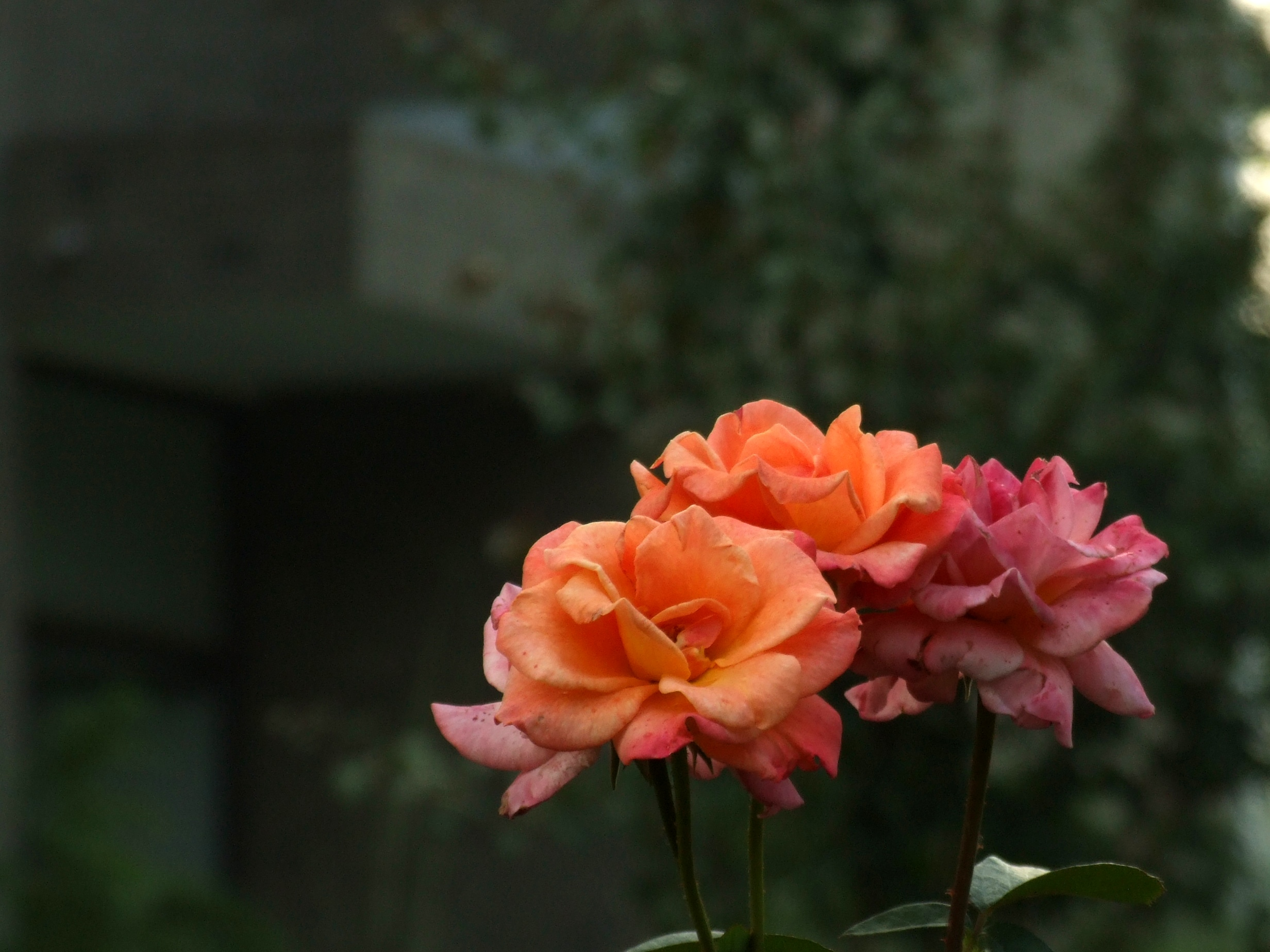
Tranh hoa hồng